# Dunlop (fromage)
Pour les articles homonymes, voir Dunlop (homonymie).
Le Dunlop est un fromage doux écossais produit à partir de lait de vache à Dunlop dans le East Ayrshire. La texture de ce fromage ressemble à celle du cheddar. Le dunlop a perdu de sa popularité après la fin de la Seconde Guerre mondiale mais il est dans les années 2000 de nouveau apprécié dans plusieurs recettes de cuisine ou consommé seul avec un verre de whisky.

## Histoire

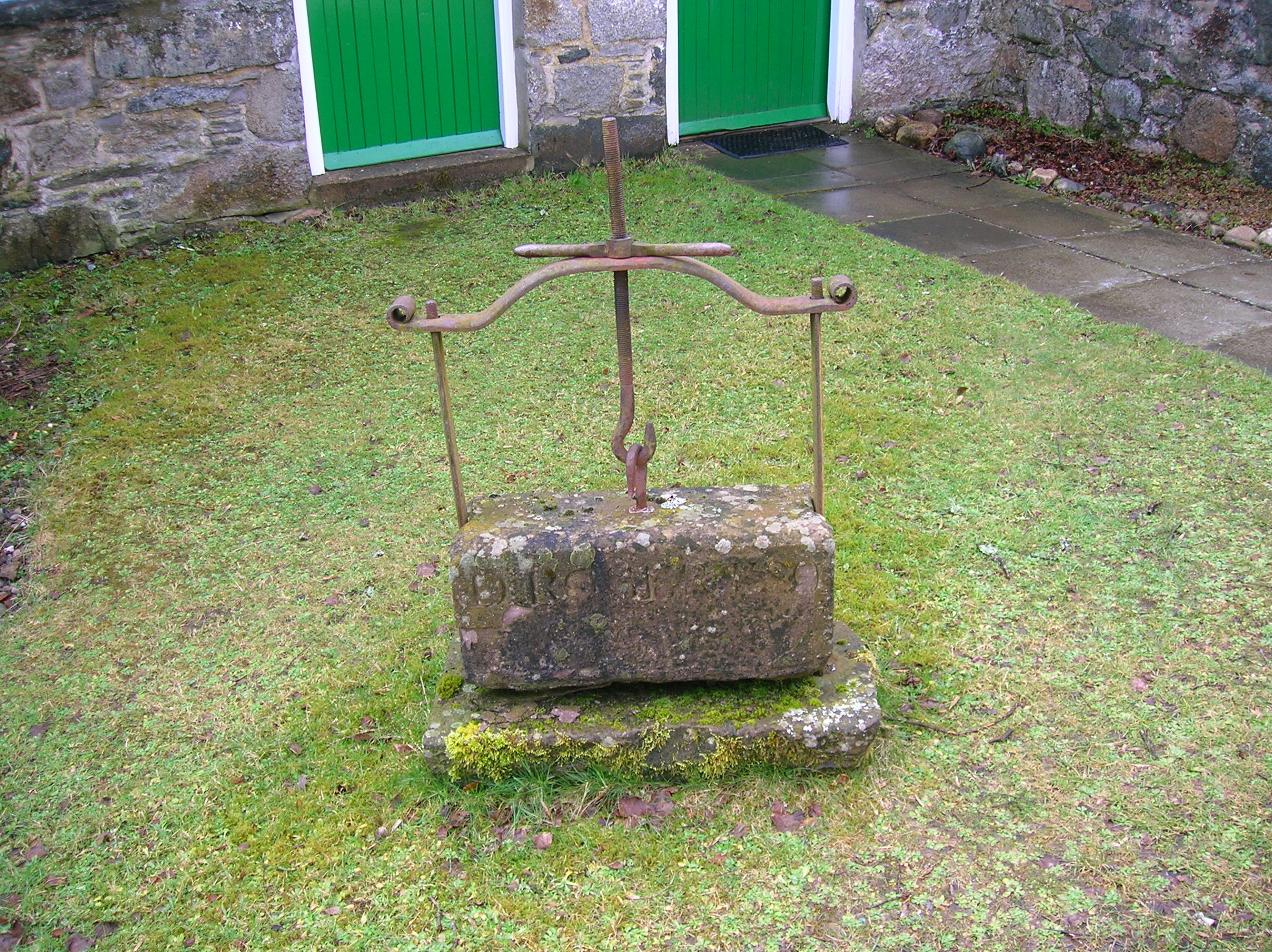
Une ancienne presse à fromage dans la Kindrogan House, Strath Ardle.

Au début du XVIIIe siècle, Barbara Gilmour produit alors un fromage inconnu en Écosse à partir de lait entier de vaches d'Ayrshire. Son procédé de fabrication est copié par ses voisins et le dunlop devient rapidement très demandé. Il semble que la propagation du fromage dans d'autres lieux est due à des agriculteurs anciennement installés à Dunlop. William Cobbett a dit du Dunlop qu'il est l'égal de n'importe quel fromage du Cheshire, du Gloucestershire ou du Wiltshire.'